# Martini & Rossi

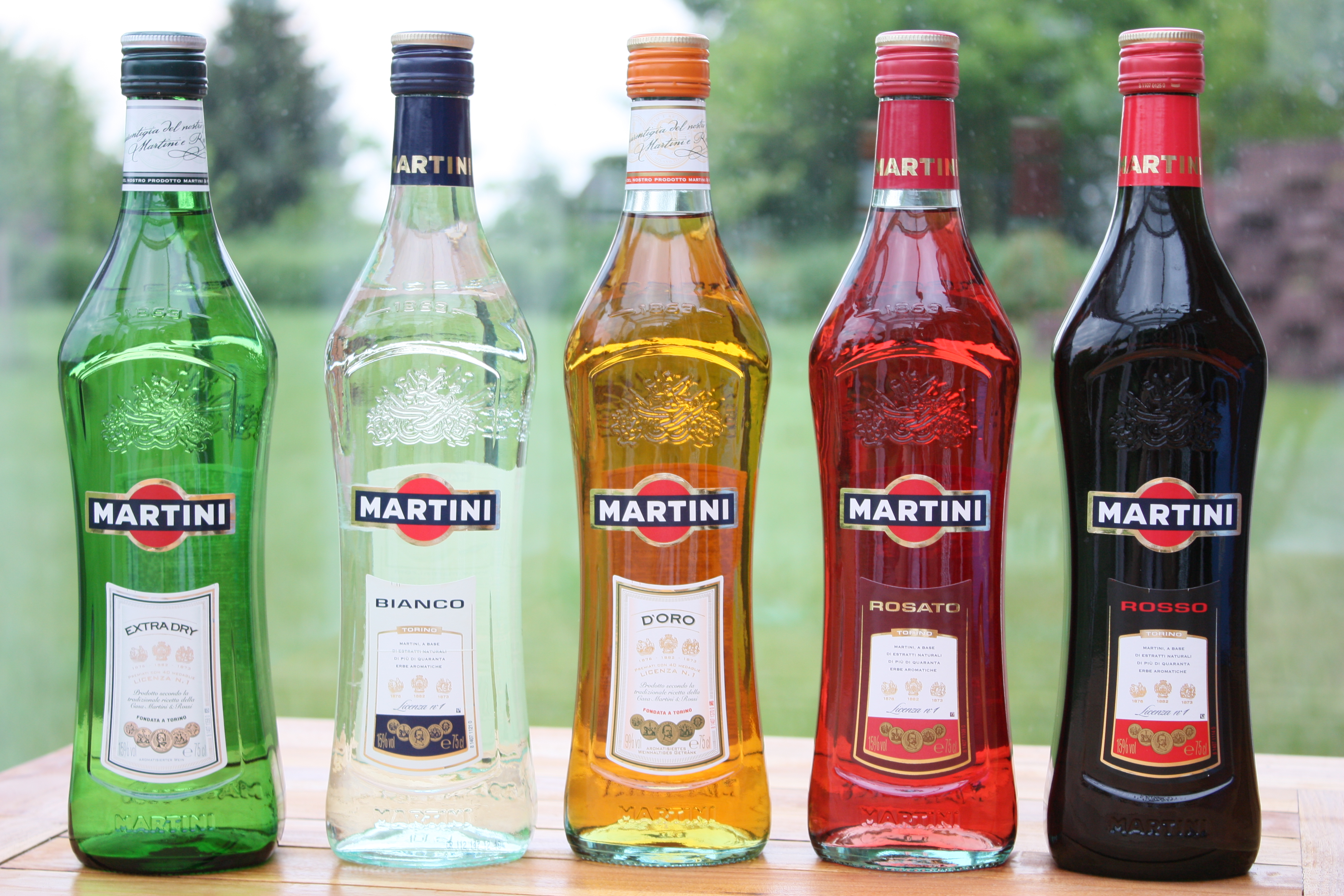

Martini & Rossi är ett italienskt företag som huvudsakligen tillverkar och marknadsför vermouth och mousserande vin. Företagets huvudkontor ligger i Turin, Italien och ingår sedan 1993 i gruppen Bacardi Limited.

## Historia
Martini  & Rossi startade 1 juli 1847 under företagsnamnet Distilleria Nazionale di Spirito di Vino all’uso di Francia. Företaget grundades av Clemente Michel, Carlo Re, Carlo Agnelli och Eligio Baudino i San Salvatore Monferrato (Alessandria), Italien. Under 1850-talet expanderade företaget. Alessandro Martini anställdes som säljare och Teofilo Sola anställdes som revisor och 1863 köpte de ut företaget bytte namn till Martini, Sola e C.ia. Samtidigt kom likörmakaren Luigi Rossi in som delägare. 1864 kom den första flaskan Martini ut på marknaden.
1879 dog Teofila Sola och företaget bytte återigen namn till sitt nuvarande, Martini & Rossi.
1993 gick företaget samman med Bacardi och är idag en del av Bacardi Limited.